# Рух святості
Рух святості (англ. Holiness Movement) — течія в протестантизмі (методизмі) кінця XIX століття. Виникла в теологічній думці як розвиток доктрини Армінія, що ставили подолання гріха і спасіння в залежність від дарованої Богом людині свободи волі. Лейтмотивом є переконання у можливості, за певних умов, досягти стану святості та постійно підтримувати його ще за земного життя.

## Опис
Першим щаблем до святості є усвідомлення людиною своєї гріховності, покаяння та навернення до Бога. Ця стадія зазвичай фіксується обрядом хрещення. Християнське навернення звільняє людину від гніту особистих гріхів. Згідно з цим вченням, спасіння навернених відбудеться «після другої труби» (образ з книги Об'явлення Івана  Богослова), тобто тільки після завершення тисячолітнього Божого Царства.
Другий ступінь до святості знаменується миттєвим духовним переродженням людини, внаслідок чого вона позбавляється свого первородного гріха. Воно має  назву освячення. Освячення виявляється у подоланні гріховних думок і вчинків, праведному способі життя тощо. Спасіння чекає на людей, які досягли цього стану, вже «після першої труби», тобто власне протягом тисячолітнього Царства Божого.
Святість потребує обов'язкової підтримки, що пов'язана в протистоянні зовнішнім гріховним впливам. Для зміцнення досягнутого стану прихильники  Руху святості пропонують два основні способи. Один — це так званий  перфекціонізм, під яким розуміється постійне самовдосконалення шляхом вирощування у собі плодів Святого Духа. Інший — набуття особливого харизматичного статусу, або «хрещення Святим Духом». Воно полягає у прийнятті віруючими через спеціальний обряд дарів Святого Духа.
Харизматичного варіанту дотримуються переважно різні течії п'ятидесятників. Перфекціонізм прийнятий серед «церков святості», методистів та інших протестантських церков і напрямів. Прихильники цього способу освячення на початку 1950-х років. об'єдналися в Міжцерковну конвенцію святості, яка поставила за мету боротьбу з ліберальними настроями в існуючих конфесіях Руху.
На початку XX століття частина громад руху святості, які прийняли п'ятидесятницьку доктрину про хрещення Духом Святим, перейшли в п'ятдесятництво і створили власні союзи — Церква Бога, Церква Бога у Христі, П'ятидесятницька церква святості.

## Основні церкви
- Армія Спасіння
- Християнський та місіонерський альянс[en]
- Церква Бога (Андерсон, Індіана)[en]
- Церква Назарянина

## Від святості до п'ятидесятництва

### Зародження п'ятидесятництва
П'ятидесятництво  як деномінаційний рух виникло з руху святості. Воно  розвинулося  на ґрунті руху святості від «Пробудження на Азуса-стріт», яке відбулося у 1906 році в Лос-Анджелесі з ініціативи Вільяма Джозефа Сеймура (1870—1922), афро-пастора методистів, який твердо вірив у цінність глосолалії (або «говоріння мовами»). Вигнаний з методистської церкви пастором, який зовсім не вірив у це вчення, він продовжив свою проповідь у будівлі колишньої африканської методистської єпископальної церкви на вулиці Азуса-стріт, звідки і назва руху. Це Пробудження характеризувалося своїм багаторасовим характером і об'єднувало християн з усіх верств суспільства, які прагнули сильного досвіду Святого Духа, що зробило його найбільш відомим з п'ятидесятницьких відроджень. Потім рух поширився по всій території Сполучених Штатів, як у містах, так і в селах. Нині воно поширилося по всьому світу, де налічується приблизно 78 мільйонів п'ятидесятників і 510 мільйонів прихильників різних харизматичних рухів, що є результатом чи натхненням п’ятидесятників.

### Точки сходження
Сьогодні багато п'ятидесятників зберігають більшість доктрин і практик які використовувались в  русі святості. Кілька п'ятидесятницьких церков також зберегли слово святість у своїх назвах, наприклад Міжнародна п'ятдесятницька церква святості. Терміни «п'ятидесятницький» і «апостольський», які сьогодні вживають прихильники п'ятидесятницького та харизматичного рухів використовувались церквами, що виникли в результаті руху святості у зв'язку зі стилем життя, присвяченим Богу, описаному в Новому Заповіті. П'ятидесятництво та рух святості мають, зокрема, спільні переконання, які вони надають досвіду зустрічі віруючого з Богом після його навернення, досвіду, який вони називають хрещенням Святим Духом. Вони також погоджуються  майже з усіма основними доктринами протестантизму та його практиками: авторитетом Біблії, включно з моральними настановами  повсякденного життя.